# Pont de Sully
De Pont de Sully (ook Pont Sully) is een brug over de Seine in Parijs. Hij verbindt de Boulevard Henri IV met de Boulevard Saint-Germain.
De brug is vernoemd naar Maximilien de Béthune, hertog van Sully (1560-1641), die minister was onder Hendrik IV.
Deze oeververbinding bestaat eigenlijk uit twee bruggen: een brug van 93 meter lang tussen de Quai Henri IV aan de rechteroever en de Quai d'Anjou, en een brug van 163 meter lang tussen de Quai de Béthune en de Quai de Saint-Bernard aan de linkeroever. Tussen beide bruggen ligt het zuidoostelijke puntje van het Île Saint-Louis.

## Geschiedenis
Eerder bevonden zich hier twee voetgangersbruggen. In de 19e eeuw waren dit twee door M. Surville ontworpen hangbruggen. De Passerelle Damiette (1836), genoemd naar de Egyptische stad Damietta waar de Fransen in 1798 een overwinning hadden behaald, verbond de rechteroever van de Seine met het Île Saint-Louis. De Passerelle de Constantine (1837), genoemd naar de op 13 oktober 1837 veroverde Algerijnse plaats Constantine, verbond het Île Saint-Louis met de linkeroever. De Passerelle Damiette werd tijdens de revolutie van 1848 vernield. De Passerelle de Constantine stortte in 1872 in doordat de kabels doorgeroest waren.
De Pont de Sully werd ontworpen door de ingenieurs Vaudrey en Brosselin, in het kader van de plannen van baron Hausmann. Hij werd op 25 augustus 1877 geopend.
Pont Amont ·
Pont Alexandre-III ·
Pont de l'Alma ·
Pont de l'Archevêché ·
Pont d'Arcole ·
Pont des Arts ·
Pont d'Austerlitz ·
Viaduc d'Austerlitz ·
Pont Aval ·
Pont de Bercy ·
Pont de Bir-Hakeim ·
Pont du Carrousel ·
Pont au Change ·
Pont Charles-de-Gaulle ·
Pont de la Concorde ·
Passerelle Debilly ·
Pont au Double ·
Pont du Garigliano ·
Pont de Grenelle ·
Pont d'Iéna ·
Pont des Invalides ·
Passerelle Léopold-Sédar-Senghor ·
Pont Louis-Philippe ·
Pont Marie ·
Pont Mirabeau ·
Pont National ·
Pont Neuf ·
Pont Notre-Dame ·
Petit-Pont ·
Pont Rouelle ·
Pont Royal ·
Pont Saint-Louis ·
Pont Saint-Michel ·
Passerelle Simone-de-Beauvoir ·
Pont de Sully ·
Pont de Tolbiac ·
Pont de la Tournelle
Zie ook: Bruggen in Parijs · Lijst van bezienswaardigheden in Parijs · Seine · Rive Gauche · Rive Droite